# Папиллион (Небраска)
Папиллион (англ. Papillion) — город, расположенный в округе Сарпи, штат Небраска, США. Папиллион является окружным центром округа Сарпи. Населением в 18 894 человека по статистическим данным переписи 2010 года.
В 2009 году город занял третье место в рейтинге «лучших маленьких городов» по версии журнала CNN Money.

## География
По данным Бюро переписи населения США город Папиллион имеет общую площадь в 10,88 км², водных ресурсов в черте населённого пункта не имеется. Папиллион расположен на высоте 308 метров над уровнем моря.
| Показатель                    | Янв.  | Фев. | Март | Апр. | Май   | Июнь  | Июль | Авг. | Сен. | Окт. | Нояб. | Дек. | Год   |
| ----------------------------- | ----- | ---- | ---- | ---- | ----- | ----- | ---- | ---- | ---- | ---- | ----- | ---- | ----- |
| Средний суточный максимум, °C | 0     | 3,3  | 10   | 17,2 | 23,3  | 28,9  | 30,6 | 29,4 | 25   | 18,3 | 8,9   | 1,7  | 16,4  |
| Средний суточный минимум, °C  | −11,1 | −7,8 | −2,2 | 4,4  | 10,6  | 16,1  | 18,9 | 17,8 | 12,2 | 5    | −2,2  | −8,9 | 4,4   |
| Норма осадков, мм             | 19,6  | 20,3 | 54,1 | 74,7 | 112,8 | 100,3 | 98   | 81,5 | 80,5 | 56,1 | 46,2  | 23,4 | 767,6 |
| Источник: The Weather Channel |       |      |      |      |       |       |      |      |      |      |       |      |       |

## Демография
| Год переписи | Нас.  |  | %±     |
| ------------ | ----- |  | ------ |
| 1900         | 594   |  | —      |
| 1910         | 624   |  | 5,1%   |
| 1920         | 666   |  | 6,7%   |
| 1930         | 718   |  | 7,8%   |
| 1940         | 763   |  | 6,3%   |
| 1950         | 1034  |  | 35,5%  |
| 1960         | 2235  |  | 116,2% |
| 1970         | 5606  |  | 150,8% |
| 1980         | 6399  |  | 14,1%  |
| 1990         | 10372 |  | 62,1%  |
| 2000         | 16363 |  | 57,8%  |
| 2010         | 18894 |  | 15,5%  |
| 1900–2010    |       |  |        |

По данным переписи населения 2000 года в Папиллионе проживало 16 363 человека, 4337 семей, насчитывалось 5505 домашних хозяйств и 5751 жилой дом. Средняя плотность населения составляла около 1751,2 человека на км². Расовый состав Папиллиона по данным переписи распределился следующим образом: 93,02 % белых, 2,46 % — чёрных или афроамериканцев, 0,38 % — коренных американцев, 1,41 % — азиатов, 0,02 % — выходцев с тихоокеанских островов, 1,71 % — представителей смешанных рас, 1,00 % — других народностей. Испаноговорящие составили 2,92 % от всех жителей города.
Из 5505 домашних хозяйств в 46 % — воспитывали детей в возрасте до 18 лет, 67,3 % представляли собой совместно проживающие супружеские пары, в 8,8 % семей женщины проживали без мужей, 21,2 % не имели семей. 17,4 % от общего числа семей на момент переписи жили самостоятельно, при этом 6,2 % составили одинокие пожилые люди в возрасте 65 лет и старше. Средний размер домашнего хозяйства составил 2,9 человек, а средний размер семьи — 3,3 человек.
Население города по возрастному диапазону по данным переписи 2000 года распределилось следующим образом: 31,6 % — жители младше 18 лет, 8,2 % — между 18 и 24 годами, 30,2 % — от 25 до 44 лет, 22 % — от 45 до 64 лет и 8 % — в возрасте 65 лет и старше. Средний возраст жителей составил 34 года. На каждые 100 женщин в Папиллионе приходилось 95,1 мужчин, при этом на каждые сто женщин 18 лет и старше приходилось 92,3 мужчин также старше 18 лет.
Средний доход на одно домашнее хозяйство в городе составил 63 992 доллара США, а средний доход на одну семью — 70 737 долларов. При этом мужчины имели средний доход в 45 678 долларов США в год против 27 984 доллара среднегодового дохода у женщин. Доход на душу населения в городе составил 24 521 доллар в год. 2,5 % от всего числа семей в округе и 2,7 % от всей численности населения находилось на момент переписи населения за чертой бедности, при этом 2,6 % из них были моложе 18 лет и 2,3 % — в возрасте 65 лет и старше.